# Nationwide Airlines

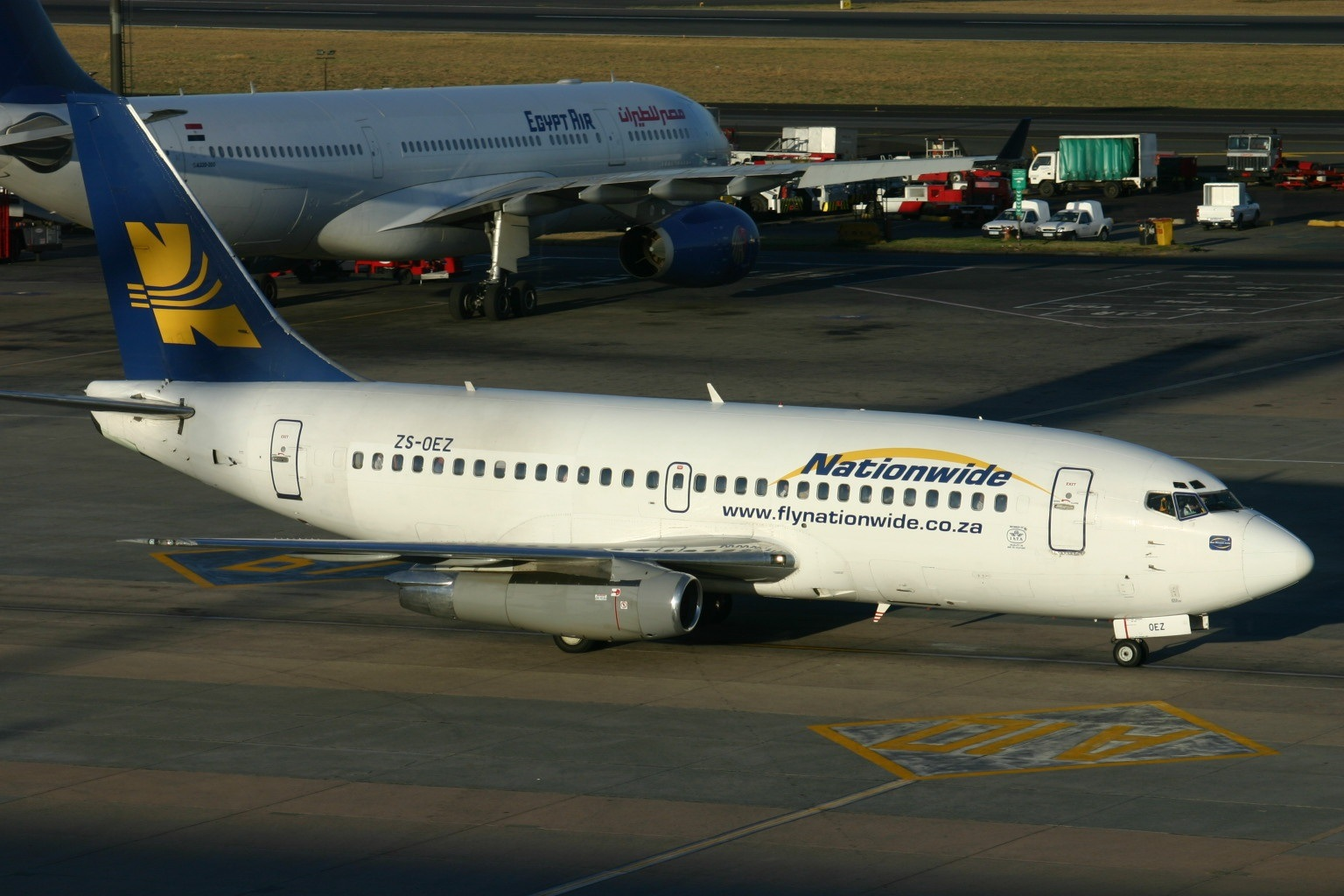
Boeing 737 de Nationwide Airlines

Nationwide Airlines (code AITA : CE ; code OACI : NTW) est une compagnie aérienne privée d'Afrique du Sud.
Sa flotte consiste en Boeing 727, Boeing 737 et un Boeing 767-ER.